# NGC 4151
NGC 4151 è una galassia a spirale barrata nella costellazione dei Cani da Caccia.
Si trova circa 4 gradi a SW della stella β Canum Venaticorum. È la più grande e luminosa di un gruppetto di quattro galassie appariscenti e di una decina di galassie minori; un telescopio rifrattore già è sufficiente per individuarne il nucleo brillante, mentre con ingrandimenti maggiori si evidenziano pure i due bracci, disposti ai lati est e ovest del centro, quasi a formare delle "parentesi" attorno a questo. Dista dalla Via Lattea circa 42 milioni di anni-luce.

## Galleria d'immagini

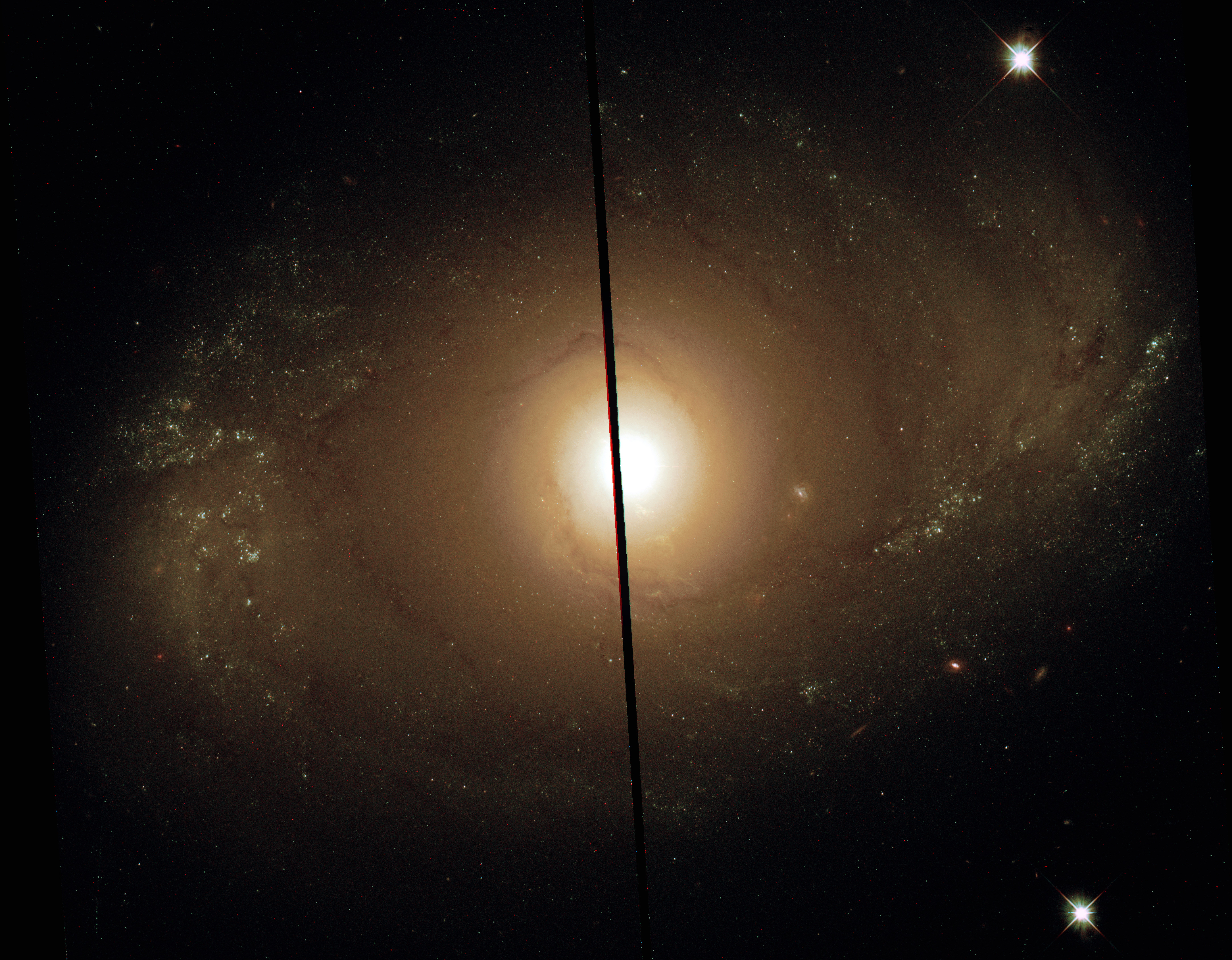
NGC 4151  (Telescopio spaziale Hubble)
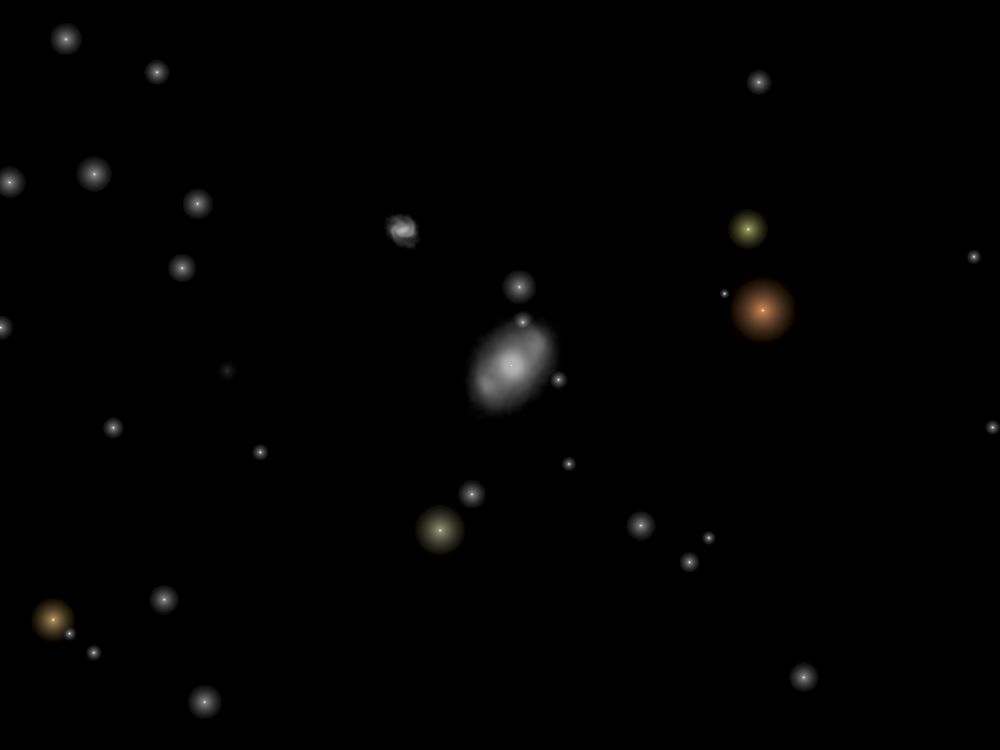
NGC 4151
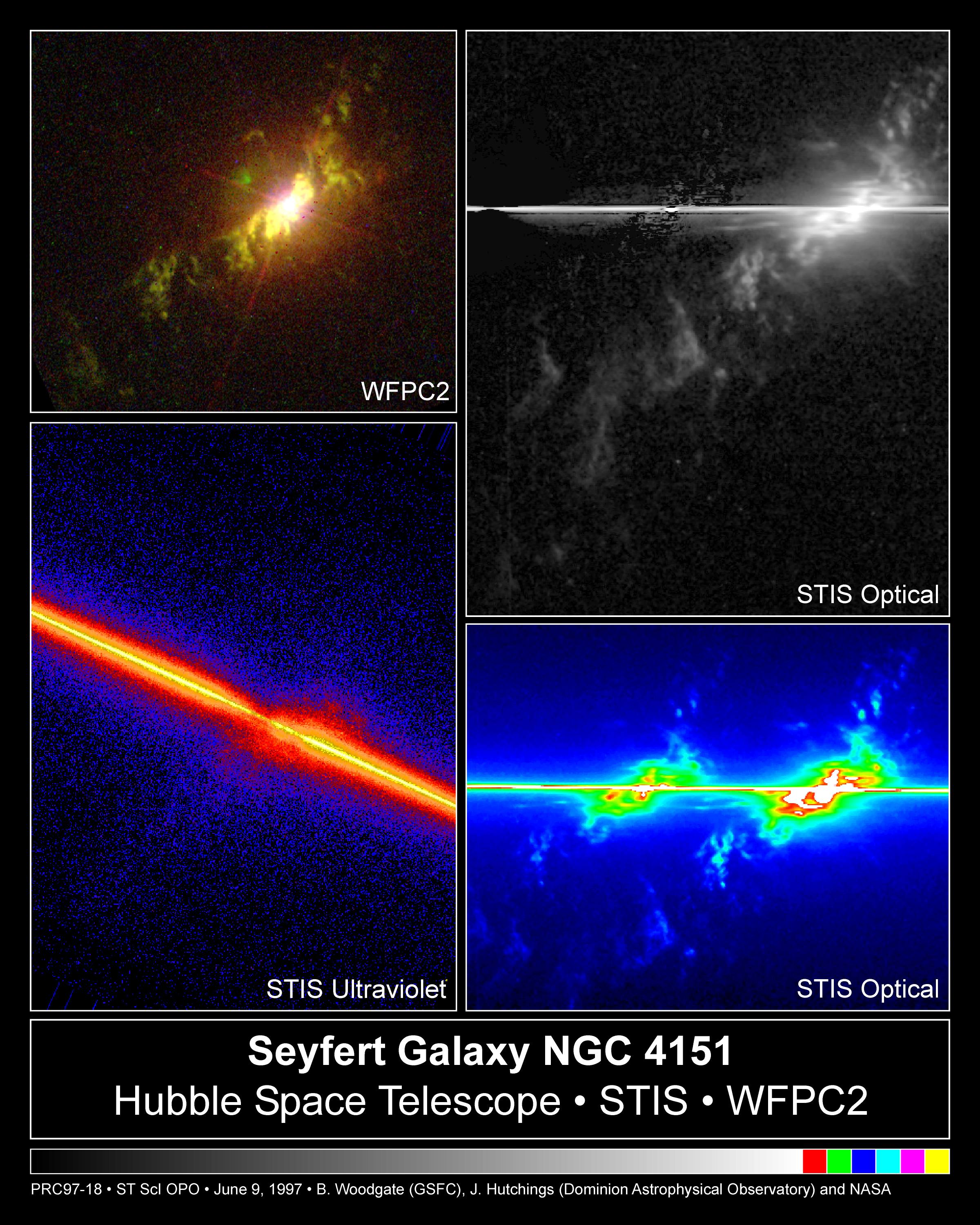